# 圣若阿金-杜蒙蒂
圣若阿金-杜蒙蒂是巴西伯南布哥州的一个市镇。总面积230.68平方公里，总人口20008人，人口密度86.7人/平方公里。